# 486-й истребительный авиационный полк
486-й истребительный авиационный орденов Суворова и Богдана Хмельницкого полк (486-й иап) — воинская часть Военно-воздушных сил (ВВС) Вооружённых Сил РККА, принимавшая участие в боевых действиях Великой Отечественной войны.

## Наименования полка
За весь период своего существования полк несколько раз менял своё наименование:
- 12-й истребительный авиационный полк;
- 486-й истребительный авиационный полк;
- 486-й истребительный авиационный полк ПВО;
- 486-й истребительный авиационный полк;
- 486-й истребительный ордена Суворова авиационный полк;
- 486-й истребительный орденов Суворова и Богдана Хмельницкого авиационный полк;
- Полевая почта 49683.

## Создание полка
486-й истребительный авиационный полк сформирован переименованием 12-го истребительного авиационного полка 26 декабря 1941 года приказом командующего 51-й армией

## Расформирование полка
486-й истребительный авиационный орденов Суворова и Богдана Хмельницкого полк расформирован 07 сентября 1960 года вместе с 279-й иад в 57-й ВА ПрикВО

## В действующей армии
В составе действующей армии:
- с 26 декабря 1941 года по 28 мая 1942 года,
- с 7 октября 1942 года по 17 января 1943 года,
- с 8 мая 1943 года по 8 декабря 1943 года,
- с 15 мая 1944 года по 11 мая 1945 года.

## Командиры полка
| Звание              | Имя                            | Период                  | Примечание |
| ------------------- | ------------------------------ | ----------------------- | ---------- |
| капитан, майор,     | Коробков Павел Терентьевич     | 04.1940 — 04.1942       |            |
| капитан             | Гаркуша И. А.                  | 04.1942 — 06.1942       |            |
| капитан             | Гусаров Николай Михайлович     | 06.1942 — 09.1942       |            |
| майор               | Пелипец Денис Алексеевич       | 09.1942 — 05.07.1943    | погиб      |
| майор, подполковник | Медведев Дмитрий Александрович | 16.07.1943 — 11.05.1945 |            |

| И-15 бис | И-153 | И-16 | ЛаГГ-3 |

## В составе соединений и объединений
| Период        | Фронт (округ)                        | армия                            | корпус                                | дивизия                                      | примечание                                                                |
| ------------- | ------------------------------------ | -------------------------------- | ------------------------------------- | -------------------------------------------- | ------------------------------------------------------------------------- |
| 26.12.1941 г. | Крымский фронт                       | 51-я армия                       | ВВС 51-й армии                        | 72-я истребительная авиационная дивизия      | ЛаГГ-3, переименован в 486-й иап                                          |
| 15.04.1942 г. | Крымский фронт                       | ВВС Крымского фронта             | -                                     | -                                            | ЛаГГ-3                                                                    |
| 28.05.1942 г. | Приволжский военный округ            | ВВС Приволжского военного округа |                                       | 4-й запасной истребительный авиационный полк | Моршанск Тамбовской области, доукомплектован                              |
| 22.08.1942 г. | Московский военный округ             | ВВС Московского военного округа  |                                       |                                              | аэродром Ногинск Московской области, ЛаГГ-3-37                            |
| 05.10.1942 г. | Московский военный округ             | ВВС Московского военного округа  |                                       |                                              | аэродром Мигалово, доукомплектован                                        |
| 07.10.1942 г. | ПВО                                  | Московский округ ПВО             | Бологоевский район ПВО                | 106-я истребительная авиационная дивизия ПВО |                                                                           |
| 05.01.1943 г. | Московский военный округ             | ВВС Московского военного округа  |                                       | 2-й запасной истребительный авиационный полк | ст. Сейма Горьковской области, Ла-5                                       |
| 01.03.1943 г. | Резерв Верховного Главнокомандования | авиация Резерва ВГК              | 6-й истребительный авиационный корпус | 279-я истребительная авиационная дивизия     | Ла-5                                                                      |
| 08.05.1943 г. | Центральный фронт                    | 16-я воздушная армия             | 6-й истребительный авиационный корпус | 279-я истребительная авиационная дивизия     | Ла-5                                                                      |
| 20.10.1943 г. | Белорусский фронт                    | 16-я воздушная армия             | 6-й истребительный авиационный корпус | 279-я истребительная авиационная дивизия     | Ла-5                                                                      |
| 05.12.1943 г. | Белорусский фронт                    | 16-я воздушная армия             | 6-й истребительный авиационный корпус | 279-я истребительная авиационная дивизия     | в составе 279-й иад убыл в РСВГК в г. Орёл на доукомплектование           |
| 12.12.1943 г. | Резерв Верховного Главнокомандования | Авиация Резерва ВГК              |                                       | 279-я истребительная авиационная дивизия     | Ла-5                                                                      |
| 15.05.1944 г. | 1-й Белорусский фронт                | 16-я воздушная армия             | Резерв 16-й ВА                        | 279-я истребительная авиационная дивизия     | Ла-5, в боевых действиях не участвовал, до 05.08.1944 г. оставался в Орле |
| 12.08.1944 г. | 2-й Украинский фронт                 | 5-я воздушная армия              |                                       | 279-я истребительная авиационная дивизия     | Ла-5                                                                      |
| 15.12.1944 г. | 2-й Украинский фронт                 | 5-я воздушная армия              |                                       | 279-я истребительная авиационная дивизия     | Переучился на Ла-7                                                        |
| 01.03.1945 г. | 2-й Украинский фронт                 | 5-я воздушная армия              |                                       | 279-я истребительная авиационная дивизия     |                                                                           |
| 11.05.1945 г. | 2-й Украинский фронт                 | 5-я воздушная армия              |                                       | 279-я истребительная авиационная дивизия     | Ла-7, Австрия                                                             |
| 25.08.1945 г. | Прикарпатский военный округ          | 14-я воздушная армия             |                                       | 279-я истребительная авиационная дивизия     | Ла-7                                                                      |
| 20.02.1949 г. | Прикарпатский военный округ          | 57-я воздушная армия             |                                       | 279-я истребительная авиационная дивизия     | Ла-7                                                                      |
| 07.09.1960 г. | Прикарпатский военный округ          | 57-я воздушная армия             |                                       | 279-я истребительная авиационная дивизия     | МиГ-17                                                                    |

## Участие в операциях и битвах
- Керченско-Феодосийская десантная операция — с 26 декабря 1941 года по 15 апреля 1942 года.
- Оборона Севастополя — с 26 декабря 1941 года по 15 апреля 1942 года.
- Боевые действия на Керченском полуострове — с 28 января 1942 года по 15 апреля 1942 года.
- Керченская оборонительная операция — с 18 января 1942 года по 31 января 1942 года.
- Оборона Крыма — с 28 января 1942 года по 15 апреля 1942 года
- Курская битва — с 5 июля 1943 года по 12 июля 1943 года.
- Орловская операция — с 12 июля 1943 года по 18 августа 1943 года.
- Черниговско-Припятская операция — с 26 августа 1943 года по 30 сентября 1943 года.
- Белорусская операция «Багратион» — с 23 июня 1944 года по 29 августа 1944 года.
- Бобруйская операция — с 24 июня 1944 года по 29 июня 1944 года.
- Минская операция — с 29 июня 1944 года по 4 июля 1944 года.
- Барановичская операция — с 5 июля 1944 года по 16 июля 1944 года.
- Люблин-Брестская операция — с 18 июля 1944 года по 2 августа 1944 года.
- Ясско-Кишинёвская операция — с 20 августа 1944 года по 29 августа 1944 года.
- Белградская операция — с 28 сентября 1944 года по 20 октября 1944 года.
- Дебреценская операция — с 6 октября 1944 года по 28 октября 1944 года.
- Будапештская операция — с 29 октября 1944 года по 13 февраля 1945 года.
- Западно-Карпатская операция — с 12 января 1945 года по 18 февраля 1945 года.
- Балатонская оборонительная операция — с 6 марта 1945 года по 15 марта 1945 года.
- Венская наступательная операция — с 16 марта 1945 года по 15 апреля 1945 года.
- Братиславско-Брновская наступательная операция — с 25 марта 1945 года по 5 мая 1945 года.
- Пражская операция — с 6 мая 1945 года по 11 мая 1945 года.

| Ла-7 | Ла-5 | ЛаГГ-3 |

## Награды
- 486-й истребительный авиационный ордена Суворова полк Указом Президиума Верховного Совета СССР от 4 июня 1945 года за образцовое выполнение боевых заданий командования в боях с немецкими захватчиками при овладении городами Яромержице, Зноймо, Голлабрунн, Штоккерау и проявленные при этом доблесть и мужество награждён Богдана Хмельницкого II степени.[7].
- 486-й истребительный авиационный полк Указом Президиума Верховного Совета СССР от 4 июня 1945 года за образцовое выполнение боевых заданий командования в боях с немецкими захватчиками при овладении городами Корнейбург, Флоридсдорф и проявленные при этом доблесть и мужество награждён орденом Суворова III степени.

## Благодарности Верховного Главнокомандования
За проявленные образцы мужества и героизма Верховным Главнокомандующим дивизии объявлены благодарности:
- За овладение городами Клуж и Сегед[8].
- За овладение городами Мадьяровар и Кремница[9]/
- За овладение городами Малацки, Брук, Превидза, Бановце[10].
- За овладение городом Брно[11].
- За овладение городами Яромержице, Зноймо, Голлабрунн и Штоккерау[12].

## Отличившиеся воины полка
- Гирич Андрей Иванович, майор, командир эскадрильи 486-го истребительного авиационного полка 279-й истребительной авиационной дивизии 5-й воздушной армии Указом Верховного Совета СССР 23 февраля 1945 года удостоен звания Героя Советского Союза. Золотая Звезда № 2277.
- Гусаров Николай Михайлович, майор, штурман 486-го истребительного авиационного полка 279-й истребительной авиационной дивизии 6-го истребительного авиационного корпуса 16-й воздушной армии Указом Верховного Совета СССР 4 февраля 1944 года удостоен звания Герой Советского Союза. Золотая Звезда № 3235.
- Медведев Дмитрий Александрович, майор, командир 486-го истребительного авиационного полка 279-й истребительной авиационной дивизии 5-й воздушной армии Указом Верховного Совета СССР 15 мая 1946 года удостоен звания Героя Советского Союза. Золотая Звезда № 7522.

| МиГ-17 | МиГ-15 | МиГ-17 |

В полку в 1952—1954 годах служил будущий космонавт, дважды Герой Советского Союза Владимир Комаров.

## Статистика боевых действий
Всего годы Великой Отечественной войны полком:
| Выполнено боевых вылетов | Сбито самолётов в воздухе | Уничтожено самолётов всего |
| ------------------------ | ------------------------- | -------------------------- |
| 8346                     | 242                       | 264                        |

Свои потери:
| Потеряно самолётов, всего | Погибло лётчиков всего |
| ------------------------- | ---------------------- |
| 131                       | 52                     |

## Самолёты на вооружении
| Период      | Самолёты |
| ----------- | -------- |
| 1938 — 1942 | И-15 бис |
| 1938 — 1942 | И-16     |
| 1940 — 1941 | И-153    |
| 1942 — 1943 | ЛаГГ-3   |
| 1943 — 1945 | Ла-5     |
| 1944 — 1951 | Ла-7     |
| 1951 — 1954 | МиГ-15   |
| 1954 — 1960 | МиГ-17   |

## Базирование
| Период                  | Аэродромы                                  |
| ----------------------- | ------------------------------------------ |
| 11.05.1945 — 28.08.1945 | Рангерсдорф, Австрия                       |
| 28.08.1945 — 15.10.1948 | Луцк, Волынская область                    |
| 15.10.1948 — 01.10.1951 | Ивано-Франковск, Ивано-Франковская область |
| 01.10.1951 — 01.09.1960 | Мукачево, Закарпатская область             |